# Gregorius Trehou
Grégoire Treschault ou Treshaut, Gregorio ou Gregorius Trehou ou Trechove[n], né vers 1540 à Antoing et décédé en 1619 à Elseneur,, est un compositeur et musicien danois originaire des Pays-Bas méridionaux.

## Biographie
Peut-être reçut-il les premiers rudiments de sa formation musicale en tant qu’enfant de chœur à l’église Saint-Pierre d’Antoing.  La présence d’une de ses œuvres dans un recueil publié à Venise mène à croire qu’il ait passé une partie de sa jeunesse dans cette ville où des Allemands autant que des Néerlandais allaient étudier la musique.  Sans doute fut-il chanteur à la cathédrale Saint-Bavon de Gand en 1573, pendant une courte période.

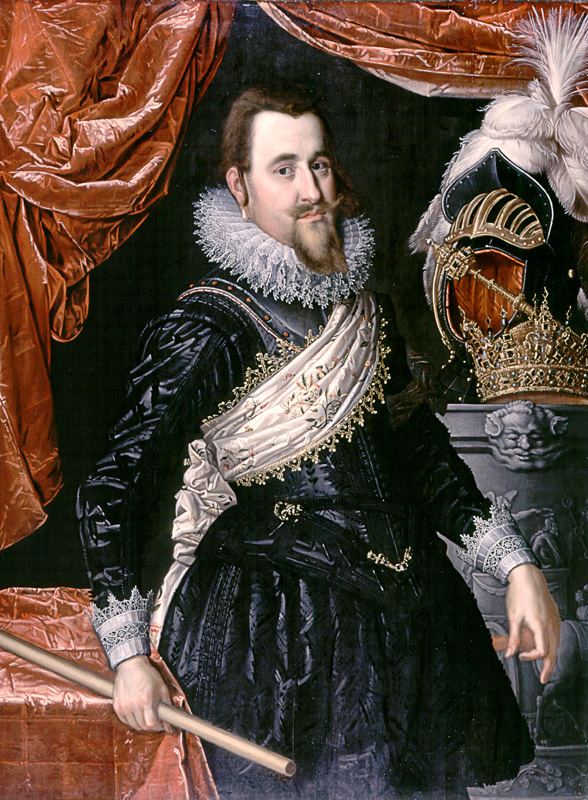
Christian IV de Danemark, mécène de Gregorius Trehou, peint par Pieter Isaacsz (1611-1616). Collection du château de Frederiksborg

Avant de devenir maître de chapelle à la cour danoise, ce fils de Jacob (ou Jacques) avait rempli la fonction de maître de chant à l’église collégiale Saint-Sauveur,, à Bruges, du 26 octobre 1573 jusqu’en décembre 1576,.  Le 28 décembre 1576, il devint sangmester ou maître de chant de l’église Saint-Jacques, également à Bruges, où il demeura jusqu'au milieu de l’année 1578, après quoi il s’établit à Anvers.  Le 8 octobre 1579, il devint poorter ou bourgeois (citoyen) de la république calviniste d’Anvers, où il habita certainement encore en septembre 1584.  Cette dernière année est aussi celle à partir de laquelle il commença à travailler comme instituteur : il enseigna à l’école populaire des frères mineurs.  Arrivé au Danemark, il remplit la fonction de maître de chapelle de Christian IV de Danemark, vacant depuis 1587, succédant à Bonaventura Borchgrevinck, le 1er mars 1590,, (où en 1588 ?).
La découverte d’un manuscrit contenant des œuvres italiennes qui, de surcroît, se trouvait autrefois en Allemagne, semble appuyer la thèse, suggérée par l'insertion dans un recueil imprimé à Venise en 1568 d’un motet dédié à l'empereur, qu’il aurait passé quelque temps à voyager ou à étudier en Allemagne et en Italie.  Si cela avait été le cas, il aurait entrepris ce voyage avant 1573, sinon après 1585, date de la prise d’Anvers, république calviniste, par Alexandre Farnèse.  La carrière de Trehou semble indiquer qu'il avait été catholique avant d’embrasser le protestantisme ; il se serait donc vu contraint de quitter la ville en 1585 pour des raisons religieuses.
Il semble que Trehou, après s’être installé au Danemark, ne soit revenu aux Pays-Bas, en 1598,  que pour y recruter des chanteurs, parmi lesquels Nicolas Gistou.
En 1601, le compositeur devint propriétaire d’une maison à Elseneur, reçue en récompense de ses services,,.  En 1606, il obtint une prébende canoniale à la cathédrale de Roskilde,,.  
Si l’on ne connaît que peu de sa vie et de son travail, on sait tout de même que l'essor de la musique à la cour danoise sous le règne du roi Christian IV est dû en premier lieu au vif intérêt porté par ce dernier à l'art de la musique, qui commença à se manifester à l’époque où Trehou était maître de chapelle.  Le rôle de celui-ci à la cour danoise aurait été considérable. 
Lorsque éclata la guerre de Kalmar, la chapelle fut considérablement réduite par mesure d’économie et Trehou, ayant perdu son poste de maître de chapelle le 10 avril 1611, se vit forcé de prendre sa retraite, bénéficiant d’une prébende à la cathédrale d'Århus, ce qui impliquait l’obligation d’y prendre domicile,.  Sans doute, il mourut avant le 16 juin 1619.  Quoi qu’il en soit, le 14 février 1621 le chanteur Hans Brachrogge fut chargé de remplir la fonction devenue vacante à Roskilde.

## Œuvre

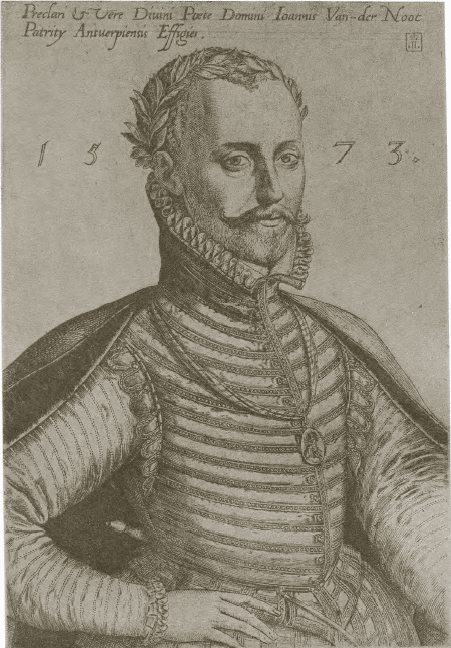
Portrait du seigneur Jan van der Noot ; gravé par Coornhert, daté de 1573 ; de ce poète, Trehou mit en musique des poèmes en langue néerlandaise

Ce compositeur demeurait peu connu jusqu’à ce que l’on redécouvrit une composition de musique sacrée à six voix de sa main : le Cantio sacra In dedicatione templi, hæc est domus du Thesaurus musicus de Pietro Joanellis, un recueil paru à Venise en 1568,.
Parmi les œuvres qu’il aurait composées au Danemark, on compte une messe à huit voix ; celle-ci est abrégée et donc éventuellement destinée ou adaptée à une utilisation luthérienne.  Puis, il y a un motet à six voix, Laudate Dominum in sanctis ejus, dont pas toutes les parties ont été conservées.  En outre, on sait que Trehou et les compositeurs anversois Pevernage, Verdonck, et Waelrant ont mis en musique des poèmes en vers « brabançons » de Jan van der Noot, recueillis dans ses « boeken der Liefden » (livres de l’amour ; aujourd’hui disparus,).  C’est d’ailleurs aussi Jan van der Noot qui se prononcera dans les termes les plus élogieux sur ces quatre compositeurs : ils auraient produit la plus belle musique que l’on ait jamais entendue aux Pays-Bas.
Récemment, douze œuvres de Trehou ont été retrouvées dans la Bibliothèque apostolique vaticane.  Le manuscrit où ces œuvres ont été notées contient un ensemble de compositions dédiées de différents compositeurs et provient de la cour de Heidelberg ; la contribution de Trehou se limite à trois motets italiens, huit motets français et un motet latin.  Surtout les compositions italiennes présentent un style très en avance sur son temps, tandis que les œuvres françaises sont d’une conception plus traditionnelle.  Les textes de celles-ci sont de Clément Marot ou de Théodore de Bèze, et les mélodies apparaissent aussi dans le Psautier de Genève.  
Il paraît, en outre, que Trehou contribua à l'extension de l'hexacorde en introduisant le septième ton si (Hans Mikkelsen Ravn, Heptachordum danicum, 1646).  Comme supposé précédemment, il était donc un compositeur dont l’importance dépassait les frontières du Danemark.

## Ressources

### Sources
- (nl) Bonda, Jan Willem, De meerstemmige Nederlandse liederen van de vijftiende en zestiende eeuw, Hilversum, Verloren, 1996, p. 148
- (da) Det Kongelige Bibliothek, Gregorius Trehou (c. 1550-1619), sur le site web de la Bibliothèque royale (Danemark), consulté le 17 octobre 2011
- (de) Gerber, Ernst Ludwig, Trehou (Gregor.), dans : Historisch-Biographisches Lexicon der Tonkünstler, 2e vol., A-M, J.G.I. Breitkopf, Leipzig, 1792, p. 673
- (en) Bergsagel, John ; Kongsted, Ole, Trehou [Treschault, Trechoven, Trechovius, Trechoffuet], Gregorius, dans : Stanley Sadie, John Tyrrell (réd.) :  The New Grove Dictionary of Music and Musicians, vol. 25, éd. Grove's Dictionaries, 2001  (ISBN 0195170679)  (ISBN 9780195170672), p. 712 (version en ligne)
- (nl) Noot, Jan van der (éd. W. Waterschoot), De Poeticsche werken, Secretariaat van de Koninklijke Academie voor Nederlandse Taal- en Letterkunde, Gand, 1975, 3 vol., p. 69
- (nl) Overdiep, G.S., Geschiedenis van de letterkunde der Nederlanden, 3e vol., Standaard Boekhandel, Anvers/Bruxelles/Teulings' Uitgevers-maatschappij, Bois-le-Duc, s.d. [ 1944 ],  p. 133
- (da) 'Ravn, V.C., Trehou, Gregorius, dans : Bricka, Carl Frederik, Dansk biografisk Lexikon, XVIIe vol., Svend Tveskjæg, Tøxen, Gyldendalske Boghandels Forlag (F. Hegel & Søn), Copenhague, 1903, p. 489
- (da) Schiørring, Nils ; Kongsted, Ole ; Traustedt, P.H., Musikkens historie i Danmark, 1er vol., Politiken Forlag, 1977, p. 144
- (en) Smith, Frederick Key, Nordic art music: from the Middle Ages to the thrid millenium, Greenwood Publishing Group, 2002, p. 5

### Discographie
- O quam dulcis: Choral music from the time of Christian IV, Lille Muko, sous la direction de Jesper Grove Jørgensen, Point PCD 5091, 1989.